# Вероника тончайшая
Веро́ника тонча́йшая (лат. Veronica tenuissima) — однолетнее травянистое растение, вид рода Вероника (Veronica) семейства Подорожниковые (Plantaginaceae).

## Распространение и экология
Территория бывшего СССР: Средняя Азия и Казахстан (очень рассеянно и редко, горы Жамсыбуталы у Аральского моря, Кызылкум, Каратау, Казахский мелкосопочник, Джунгарский Алатау, Ферганская долина, Памир); Азия: восточная часть Ирана, Афганистан, Китай (Джунгария).
Пустынные и горные местообитания, до 3700 м над уровнем моря.

## Ботаническое описание
Корни тонкие. Стебли высотой 5—7 см, прямостоячие, тонкие, скудно опушённые или голые, заканчиваются кистевидными, более менее многоцветковыми соцветиями.
Стеблевые листья длиной 3—10 мм, продолговатые или продолговато-ланцетные, цельнокрайные, голые или почти голые, снизу иногда фиолетовые, расположены в мутовке у основания разветвляющегося на тонкие ветви соцветия. Прицветные листья сильно отличаются от стеблевых, почти линейные, в 2—6 раз короче цветоножек, голые.
Цветки на очень тонких цветоножках, обычно отогнуты под прямым углом, длиной 3,5—12 мм, при плодах прямые или дуговидно изогнутые, горизонтально отклонённые, в два-три раза длиннее чашечки; доли чашечки ланцетные, острые, с неясной жилкой, несколько длиннее коробочки, длиной около 2 мм, попарно сросшиеся у самого основания; венчик голубой, диаметром 1—1,5 мм, меньше чашечки.
Коробочка шириной 2,5 мм, обратносердцевидная, с яйцевидными или округлыми, тупыми лопастями, с узкой или широкой, глубокой выемкой. Семена длиной 0,5—0,75 мм, продолговатые, с одной стороны неглубоко вогнутые, со спинки слегка волнисто-бугорчатые.
Цветёт в апреле — мае.

## Таксономия
Вид Вероника тончайшая входит в род Вероника (Veronica) семейства Подорожниковые (Plantaginaceae) порядка Ясноткоцветные (Lamiales).
|  |                                      |  |                                                             |                                                             |                          |  | ещё 21 семейство (согласно Системе APG II) | ещё 21 семейство (согласно Системе APG II) |                        |  |  |  | ещё от 300 до 500 видов |
|  |                                      |  |                                                             |                                                             |                          |  | ещё 21 семейство (согласно Системе APG II) | ещё 21 семейство (согласно Системе APG II) |                        |  |  |  | ещё от 300 до 500 видов |
|  |                                      |  |                                                             | порядок Ясноткоцветные                                      |                          |  |                                            |                                            | род Вероника           |  |  |  |                         |
|  |                                      |  |                                                             | порядок Ясноткоцветные                                      |                          |  |                                            |                                            | род Вероника           |  |  |  |                         |
|  | отдел Цветковые, или Покрытосеменные |  |                                                             |                                                             | семейство Подорожниковые |  |                                            |                                            | вид Вероника тончайшая |  |  |  |                         |
|  | отдел Цветковые, или Покрытосеменные |  |                                                             |                                                             | семейство Подорожниковые |  |                                            |                                            |                        |  |  |  |                         |
|  |                                      |  | ещё 44 порядка цветковых растений (согласно Системе APG II) | ещё 44 порядка цветковых растений (согласно Системе APG II) |                          |  |                                            | ещё 90 родов                               | ещё 90 родов           |  |  |  |                         |
|  |                                      |  |                                                             | ещё 44 порядка цветковых растений (согласно Системе APG II) |                          |  |                                            |                                            | ещё 90 родов           |  |  |  |                         |